# Svartåbanan
| Letzter Dampfzug am 6. September 1937 |                                  |                                                                 |                                                                 |
| Streckenlänge: | 50 km                            |                                                                 |                                                                 |
| Spurweite: | 1435 mm (Normalspur)             |                                                                 |                                                                 |
| Stromsystem: | 15 kV 16⅔ Hz ~                   |                                                                 |                                                                 |
| Zweigleisigkeit: | seit 1914: Örebro C–Örebro Södra |                                                                 |                                                                 |
| |                                  |                                                                 |                                                                 |
| \| \| \| Godsstråket genom Bergslagen von Frövi \| \| \| \| 0 \| Örebro C \| 28 m ö.h. \| \| \| \| Svartån \| \| \| \| 1,1 \| Örebro Södra (früher Bhf.) \| 29 m ö.h. \| \| \| \| Industriegebiet Papperbruk (Bahnstrecke Örebro–Skebäck (ÖSkbJ)) \| \| \| \| \| Godsstråket genom Bergslagen nach Hallsberg \| \| \| \| \| Örnsro (ab 1943 bis 1964) \| \| \| \| \| Streckenverlegung 1971 \| \| \| \| 2 \| Åbyverket (ab 1. August 1960) \| Åbyverket (ab 1. August 1960) \| \| \| 2 \| Ekströms (ab 13. Dezember 1971–2013) \| Ekströms (ab 13. Dezember 1971–2013) \| \| \| 2,2 \| Åby tegelbruk (ab 1. Juni 1898 bis 1. Oktober 1921) \| Åby tegelbruk (ab 1. Juni 1898 bis 1. Oktober 1921) \| \| \| 3 \| Skråmsta (ab 15. Mai 1927 bis 31. Mai 1964) \| 32 m ö.h. \| \| \| \| Streckenverlegung 1971 \| \| \| \| \| zum Heizkraftwerk \| \| \| \| 3 \| Bista (ab 7. November 1967) \| Bista (ab 7. November 1967) \| \| \| \| Svartån \| \| \| \| \| Industrieanschluss Karlslunds kvarn \| \| \| \| 5,3 \| Karlslund (P bis 26. Mai 1967 / G bis 1. Dezember 1981) \| 41 m ö.h. \| \| \| 6,7 \| Lindbacka (G bis 30. Mai 1964) \| 41 m ö.h. \| \| \| 9,3 \| Gräveby (G bis 30. Mai 1964) \| 43 m ö.h. \| \| \| \| Östertysslinge (ab März 1927) \| 49 m ö.h. \| \| \| 13,6 \| Latorpsbruk \| 52 m ö.h. \| \| \| 15,2 \| Holmstorp (ab 1907. G bis 1940) \| 54 m ö.h. \| \| \| 17,1 \| Vintrosa (G bis 30. Mai 1964) \| 63 m ö.h. \| \| \| 19,6 \| Lannabruk (G bis 26. Mai 1967) \| 58 m ö.h. \| \| \| 22,1 \| Hidingebro (G bis 16. Juni 1974) \| 51 m ö.h. \| \| \| \| Brånsta (ab 15. Mai 1927) \| 51 m ö.h. \| \| \| 27,3 \| Fjugesta \| 65 m ö.h. \| \| \| \| Fjugesta grusgrop (1922 bis 1937) \| \| \| \| \| Industrieanschluss nach Gropens såg \| \| \| \| \| Gropen (G bis 30. Mai 1964) \| 57 m ö.h. \| \| \| \| Kvistbro (G bis 30. Mai 1964) \| 66 m ö.h. \| \| \| \| Bälsåsby (ab 15. Mai 1927) \| 76 m ö.h. \| \| \| 36,2 \| Ingvaldstorp (bis 1925 Ljungstorp, G bis 30. September 1971) \| 68 m ö.h. \| \| \| 38,2 \| Mullhyttemo (G bis 21. Mai 1977) \| 74 m ö.h. \| \| \| \| nach Stockås torvströfabrik[1] (1964 stillgelegt) \| \| \| \| 42,3 \| Dormen (G bis 1962) \| 102 m ö.h. \| \| \| \| Hemsjöstrand \| 104 m ö.h. \| \| \| \| Ängslätten (vom 15. Mai 1927 bis 31. Mai 1964) \| 104 m ö.h. \| \| \| \| Värmlandsbanan von Laxå \| \| \| \| 50,3 \| Svartå \| 97 m ö.h. \| \| \| \| Industrieanschluss Svartå bruk \| \| \| \| \| Värmlandsbanan nach Karlstad \| \| |                                  |                                                                 |                                                                 |
| Strecke |                                  | Godsstråket genom Bergslagen von Frövi                          | Godsstråket genom Bergslagen von Frövi                          |
| Bahnhof | 0                                | Örebro C                                                        | 28 m ö.h.                                                       |
| Brücke über Wasserlauf |                                  | Svartån                                                         | Svartån                                                         |
| Haltepunkt / Haltestelle | 1,1                              | Örebro Södra (früher Bhf.)                                      | 29 m ö.h.                                                       |
| Abzweig geradeaus und nach links |                                  | Industriegebiet Papperbruk (Bahnstrecke Örebro–Skebäck (ÖSkbJ)) | Industriegebiet Papperbruk (Bahnstrecke Örebro–Skebäck (ÖSkbJ)) |
| Abzweig geradeaus und nach links |                                  | Godsstråket genom Bergslagen nach Hallsberg                     | Godsstråket genom Bergslagen nach Hallsberg                     |
| ehemalige Blockstelle |                                  | Örnsro (ab 1943 bis 1964)                                       | Örnsro (ab 1943 bis 1964)                                       |
| Abzweig geradeaus und nach links · Strecke von rechts |                                  | Streckenverlegung 1971                                          | Streckenverlegung 1971                                          |
| Betriebsstelle Strecke ab hier außer Betrieb · Strecke | 2                                | Åbyverket (ab 1. August 1960)                                   | Åbyverket (ab 1. August 1960)                                   |
| Strecke (außer Betrieb) · ehemalige Blockstelle | 2                                | Ekströms (ab 13. Dezember 1971–2013)                            | Ekströms (ab 13. Dezember 1971–2013)                            |
| Blockstelle (Strecke außer Betrieb) · Strecke | 2,2                              | Åby tegelbruk (ab 1. Juni 1898 bis 1. Oktober 1921)             | Åby tegelbruk (ab 1. Juni 1898 bis 1. Oktober 1921)             |
| Haltepunkt / Haltestelle (Strecke außer Betrieb) · Strecke | 3                                | Skråmsta (ab 15. Mai 1927 bis 31. Mai 1964)                     | 32 m ö.h.                                                       |
| Abzweig ehemals geradeaus und von links · Strecke nach rechts |                                  | Streckenverlegung 1971                                          | Streckenverlegung 1971                                          |
| Abzweig geradeaus und von links |                                  | zum Heizkraftwerk                                               | zum Heizkraftwerk                                               |
| Betriebsstelle Strecke ab hier außer Betrieb | 3                                | Bista (ab 7. November 1967)                                     | Bista (ab 7. November 1967)                                     |
| Brücke über Wasserlauf (Strecke außer Betrieb) |                                  | Svartån                                                         | Svartån                                                         |
| Abzweig geradeaus und von rechts (Strecke außer Betrieb) |                                  | Industrieanschluss Karlslunds kvarn                             | Industrieanschluss Karlslunds kvarn                             |
| Bahnhof (Strecke außer Betrieb) | 5,3                              | Karlslund (P bis 26. Mai 1967 / G bis 1. Dezember 1981)         | 41 m ö.h.                                                       |
| Bahnhof (Strecke außer Betrieb) | 6,7                              | Lindbacka (G bis 30. Mai 1964)                                  | 41 m ö.h.                                                       |
| Bahnhof (Strecke außer Betrieb) | 9,3                              | Gräveby (G bis 30. Mai 1964)                                    | 43 m ö.h.                                                       |
| Haltepunkt / Haltestelle (Strecke außer Betrieb) |                                  | Östertysslinge (ab März 1927)                                   | 49 m ö.h.                                                       |
| Bahnhof (Strecke außer Betrieb) | 13,6                             | Latorpsbruk                                                     | 52 m ö.h.                                                       |
| Haltepunkt / Haltestelle (Strecke außer Betrieb) | 15,2                             | Holmstorp (ab 1907. G bis 1940)                                 | 54 m ö.h.                                                       |
| Bahnhof (Strecke außer Betrieb) | 17,1                             | Vintrosa (G bis 30. Mai 1964)                                   | 63 m ö.h.                                                       |
| Haltepunkt / Haltestelle (Strecke außer Betrieb) | 19,6                             | Lannabruk (G bis 26. Mai 1967)                                  | 58 m ö.h.                                                       |
| Bahnhof (Strecke außer Betrieb) | 22,1                             | Hidingebro (G bis 16. Juni 1974)                                | 51 m ö.h.                                                       |
| Haltepunkt / Haltestelle (Strecke außer Betrieb) |                                  | Brånsta (ab 15. Mai 1927)                                       | 51 m ö.h.                                                       |
| Bahnhof (Strecke außer Betrieb) | 27,3                             | Fjugesta                                                        | 65 m ö.h.                                                       |
| Blockstelle (Strecke außer Betrieb) |                                  | Fjugesta grusgrop (1922 bis 1937)                               | Fjugesta grusgrop (1922 bis 1937)                               |
| Abzweig geradeaus und von links (Strecke außer Betrieb) |                                  | Industrieanschluss nach Gropens såg                             | Industrieanschluss nach Gropens såg                             |
| Bahnhof (Strecke außer Betrieb) |                                  | Gropen (G bis 30. Mai 1964)                                     | 57 m ö.h.                                                       |
| Bahnhof (Strecke außer Betrieb) |                                  | Kvistbro (G bis 30. Mai 1964)                                   | 66 m ö.h.                                                       |
| Haltepunkt / Haltestelle (Strecke außer Betrieb) |                                  | Bälsåsby (ab 15. Mai 1927)                                      | 76 m ö.h.                                                       |
| Haltepunkt / Haltestelle (Strecke außer Betrieb) | 36,2                             | Ingvaldstorp (bis 1925 Ljungstorp, G bis 30. September 1971)    | 68 m ö.h.                                                       |
| Bahnhof (Strecke außer Betrieb) | 38,2                             | Mullhyttemo (G bis 21. Mai 1977)                                | 74 m ö.h.                                                       |
| Abzweig geradeaus und nach links (Strecke außer Betrieb) |                                  | nach Stockås torvströfabrik (1964 stillgelegt)                  | nach Stockås torvströfabrik (1964 stillgelegt)                  |
| Haltepunkt / Haltestelle (Strecke außer Betrieb) | 42,3                             | Dormen (G bis 1962)                                             | 102 m ö.h.                                                      |
| Haltepunkt / Haltestelle (Strecke außer Betrieb) |                                  | Hemsjöstrand                                                    | 104 m ö.h.                                                      |
| Haltepunkt / Haltestelle (Strecke außer Betrieb) |                                  | Ängslätten (vom 15. Mai 1927 bis 31. Mai 1964)                  | 104 m ö.h.                                                      |
| Abzweig ehemals geradeaus und von links |                                  | Värmlandsbanan von Laxå                                         | Värmlandsbanan von Laxå                                         |
| Dienststation / Betriebs- oder Güterbahnhof | 50,3                             | Svartå                                                          | 97 m ö.h.                                                       |
| Abzweig geradeaus und ehemals nach rechts |                                  | Industrieanschluss Svartå bruk                                  | Industrieanschluss Svartå bruk                                  |
| Strecke |                                  | Värmlandsbanan nach Karlstad                                    | Värmlandsbanan nach Karlstad                                    |

Die Svartåbahn (schwed. Svartåbanan) war eine Eisenbahnstrecke in Schweden. Sie führte über eine Länge von 50 km von Örebro nach Svartå (Gemeinde Degerfors) durch den westlichen Teil von Närke. In Örebro bestand Anschluss Richtung Ervalla und Hallsberg; in Svartå schloss die Strecke an die Värmlandsbahn, die von Oslo nach Laxå/ Hallsberg mit Anschluss in Richtung Stockholm verläuft, an.

## Geschichte
1894 erhielt die private Gesellschaft Örebro-Svartå järnväg AB (ÖrSJ) die Konzession zum Bau der Strecke, die am 1. Oktober 1897 nach zweijähriger Bauzeit in Betrieb genommen wurde. Der Verkehr wurde durch die ebenfalls private Köping-Hults järnväg (KHJ) durchgeführt, die bereits 1900 durch die Statens Järnvägar (SJ) gekauft wurde. Am 1. Januar 1907 wurde die ÖrSJ verstaatlicht.
Die Zunahme des konkurrierenden Busverkehrs veranlasste die Staatsbahn, in den 1920er Jahren weitere Haltepunkte an der Bahn einzurichten. Zusammen mit der Elektrifizierung der Värmlandsbahn wurde die Svartåbahn 1937 elektrifiziert.

## Verkehr und Stilllegung
Die Strecke diente in erster Linie dem Lokalverkehr. Bis zum Bau des Gleisdreiecks in Laxå wurde ein Teil des Fernverkehrs Oslo–Värmland–Stockholm über die Svartåbahn geleitet, um einen Fahrtrichtungswechsel in Laxå zu vermeiden. Seit den 1960er Jahren wurde das Fahrplanangebot auf der Linie stückweise reduziert; erste Stilllegungsabsichten durch die SJ datieren von 1967. Durch den unterschiedlichen Verkehr auf der Strecke wurden viele als Bahnhöfe errichtete Dienststellen im Laufe der Jahre teilweise mehrfach umgestuft, zudem Gleisanschlüsse zu Firmen verlegt und diese wieder stillgelegt.

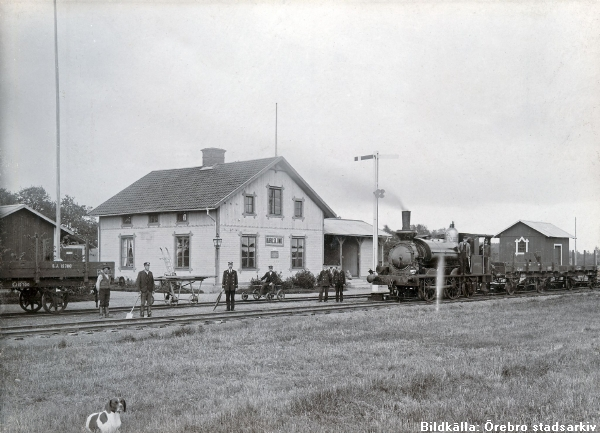
Bahnhof Karlslund 1890

Noch am 13. Dezember 1971 wurde wegen eines Straßenbaus im Bereich von Bista die Strecke verlegt. Ab 1973 hielten die Züge der Relation Karstad–Stockholm nicht mehr in Svartå. Ab 18. Juni 1973 wurden die noch vorhandenen Ladestellen Åbyverket, Ekströms und Bista an das Zentralstellwerk in Örebro angeschlossen und als lokale eigenständige Betriebsstelle aufgegeben.
Der Wochenendverkehr wurde 1975 auf Busse umgestellt. 1978 ersetzten Triebwagen die lokbespannten Züge. Im Zuge des Übergangs der Verantwortung für den regionalen Nahverkehr auf die schwedischen Provinzen (län) wurde ab 1982 die Zukunft der Svartåbahn diskutiert. Da sich die lokale Verkehrsgesellschaft Länstrafiken i Örebro (LTÖ) weigerte, ab Sommer 1985 die Verantwortung für den Schienenverkehr Örebro–Svartå zu übernehmen, beschloss der schwedische Reichstag am 29. Mai 1985 die Stilllegung ab dem 1. Juli 1985. Der letzte planmäßige Personenzug verkehrte bereits am 29. Juni 1985.
Die Strecke wurde in den Jahren 1990–1991 weitgehend demontiert, lediglich das Teilstück Örebro Södra–Bista ist noch (nicht mehr elektrifiziert) vorhanden, ebenso die Einfahrt in den Bahnhof Svartå.

## Industriebahnen
Im Einzugsgebiet der Svartåbanan wurden zahlreiche Industriebahnen unterschiedlicher Spurweiten errichtet, die inzwischen alle abgebaut sind:
| Strecke                                          | Spurweite in mm            |
| ------------------------------------------------ | -------------------------- |
| Karlslund station – Karlslunds kvarn             | 1435                       |
| Latorpsbruk station – Garphytte bruk             | 600                        |
| Latorpsbruk station – Alunbrottet                | ?                          |
| Holmstorp lastplats – Klara gruvor               | 600 und 750                |
| Lannabruk lastplats – Lanna kalkbruk             | 500                        |
| Fjugesta station – Fjugesta tegelbruk – Lertaget | 500                        |
| Fjugesta grusgrop lastplats – Fjugesta grusgrop  | 1435                       |
| Gropen station – Gropens såg                     | 1435                       |
| Slästorps torvströfabrik – Övratorpsmossen       | 600                        |
| Ingvaldstorp lastplats – Hultamossen             | 500                        |
| Mullhyttemo station – Stockås torvströfabrik     | 891 (elektrischer Betrieb) |
| Stockås torvströfabrik                           | 500 und 600                |
| Västanås torvströfabrik                          | 600                        |
| Svartå station – Svartå bruk                     | 1435                       |

## Zukunftsaussichten
Anfang 2010 wurde über eine Machbarkeitsstudie hinsichtlich des Baus einer neuen Bahnlinie Kristinehamn–Karlskoga–Örebro gesprochen, um Värmland besser an das Schienennetz anzuschließen. Diese Bahn soll nicht denselben Verlauf haben wie die Svartåbahn, sondern Karlskoga erschließen. Ziel sollte sein, die Reisezeit zwischen Örebro und Karlstad und darüber hinaus zwischen Örebro und Kristinehamn und zwischen Karlstad und Oslo wesentlich zu verkürzen. Finanzielle Mittel könnten in den Infrastrukturplan bis 2021 aufgenommen werden, so dass mit einem Bau frühestens in den nächsten 20 Jahren zu rechnen ist.